# كأس العالم لكرة القاعدة للنساء 2008
كأس العالم لكرة القاعدة للنساء 2008 (باليابانية: 第3回IBAF女子ワールドカップ) هو موسم من كأس العالم لكرة القاعدة للنساء. أقيم بتاريخ 2008، وفاز فيه منتخب اليابان الوطني لكرة القاعدة للسيدات.